# Lanišće
Lanišće (olaszul: Lanischie) falu és község Horvátországban, Isztria megyében. Közigazgatásilag Brest, Brgudac, Dane, Jelovice, Klenovšćak, Kropinjak, Podgaće, Prapoće, Račja Vas, Rašpor, Slum, Trstenik és Vodice települések tartoznak hozzá.

## Fekvése
Az Isztriai-félsziget északi részén a Ćićarija-hegység területén, Buzettól 11 km-re keletre, a Lupoglav – Buzet főúttól északra egy termékeny mező szélén fekszik.

## Története
A települést 1064-ben említi először írásos forrás IV. Henrik német-római császár adománylevele. Történetének legnagyobb része Rašporhoz köti. Rašpor már a történelem előtti időben lakott település volt és ismert hely volt a római korban is. A Nyugatrómai Birodalom bukása után Rašpor várát lerombolták, de a velencei uralom idején újra virágzásnak indult. Rašpor ekkor kapitányság székhelye volt. A falu a középkorban a rašpori uradalomhoz tartozott, 1358-ban Harlani néven említik, majd 1394-ben velencei uralom alá került.
A Velence és Ausztria közötti összecsapások során Rašpor és a környező falvak lakói is sokat szenvedtek. A Ćićarija vidéke később 1615 és 1618 között az uszkók háború során is súlyos károkat szenvedett, lakossága megcsappant és elszegényedett.
Lanišće régi temploma a mainál sokkal kisebb és egyszerűbb volt, 1609-ben épült. Építői helyi mesterek Gašpar Marković és Ivan nevű fia voltak. Ez a tény a harangtorony falában elhelyezett feliraton látható, mely a régi templomból egyedüliként máig fennmaradt. A torony formája jellemző az Isztriának ezen a részén. A kisebbik harangot 1677-ben öntötték és a podgaćei templomból hozták át ide. A mai templomot 1927-ben építették. A település a nehéz közlekedési viszonyok miatt mindig jól védett volt, de ennek következtében fejlődése is elmaradt. A gazdaság alapját a mezőgazdaság, az állattartás, a szénégetés és a faárukészítés képezte ( a ládagyárat 2002-ben zárták be). 1857-ben 460, 1910-ben 650 lakosa volt. 2011-ben a falunak 87, a községnek összesen 327 lakosa volt.

## Lakosság

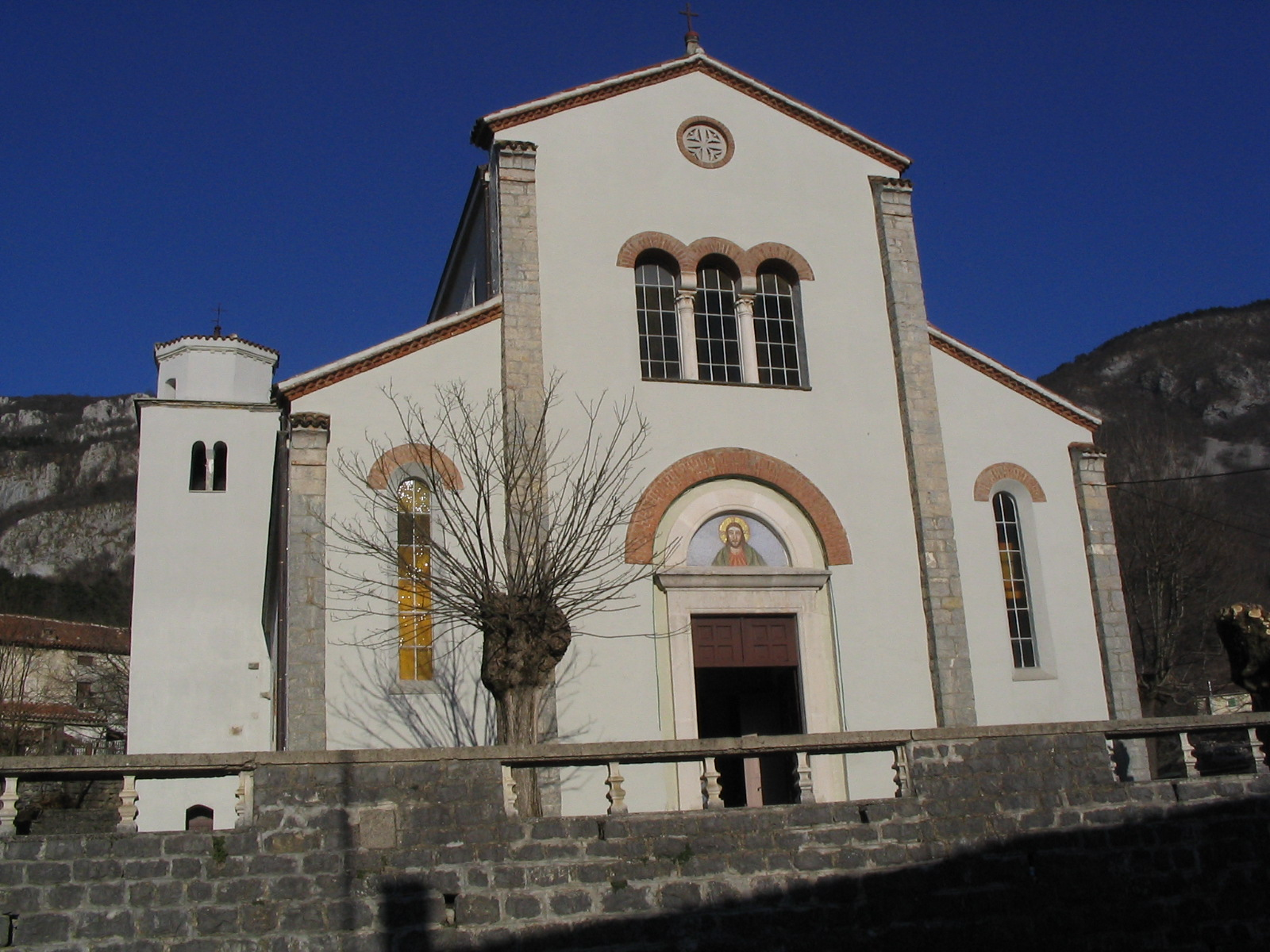
A plébániatemplom

| Lakosság változása | Lakosság változása | Lakosság változása | Lakosság változása | Lakosság változása | Lakosság változása | Lakosság változása | Lakosság változása | Lakosság változása | Lakosság változása | Lakosság változása | Lakosság változása | Lakosság változása | Lakosság változása | Lakosság változása | Lakosság változása |
| ------------------ | ------------------ | ------------------ | ------------------ | ------------------ | ------------------ | ------------------ | ------------------ | ------------------ | ------------------ | ------------------ | ------------------ | ------------------ | ------------------ | ------------------ | ------------------ |
| 1857               | 1869               | 1880               | 1890               | 1900               | 1910               | 1921               | 1931               | 1948               | 1953               | 1961               | 1971               | 1981               | 1991               | 2001               | 2011               |
| 460                | 499                | 571                | 576                | 640                | 650                | 0                  | 1979               | 518                | 489                | 288                | 167                | 115                | 181                | 94                 | 87                 |

## Nevezetességei
Szent Cantius, Cantianius és Cantianella vértanúk tiszteletére szentelt plébániatemploma 1927-ben épült Berne trieszti építész tervei szerint neoromán stílusban a korábbi, 1609-ben épített templom helyén. A régi templomból csak a harangtorony maradt meg. A templomot 2001-ben megújították. A bejárat felett "REAEDIFICATA A. D. MCMXXVII arch. JOANE BERNE" felirat olvasható. A kapuzat felett hármas ablak áll, melynek két oszlopa a homlokzat legértékesebb kőfaragványa. A bejárat kőkerete feletti félköríves mezőben Milun Garčević 2002-ben készített Krisztus király mozaikképe látható.
A homlokzat felső részén kis rozetta, felette kis kereszt áll. A szimmetrikus homlokzat két oldalán hosszú, szűk ablakok téglából kirakott boltívekkel. A harangtorony a déli oldalon áll, a sekrestye az északi oldalon található. A hajó felső részén öt kisebb dísztelen ablak látható. Az oldalkapuk a főbejáratnál egyszerűbbek és szegényesebbek, két-két mozaik kép ékesíti őket. Boldog Alojzije Stepinac mozaikképe Milun Garčević alkotása 2004-ben került a déli oldalsó ajtó fölé. Az északi oldalon Boldog Miroslav Bulešić képét ugyanő készítette 2003-ban.
A régi templomból maradtak fenn a lampionok és a szentségtartó. A templom építésével egyidejűleg felújított trieszti San Giusto-székesegyházból vásároltak 1928-ban tízezer líráért három barokk márvány oltárt és a gótikus feszületet. A feszület a 14–15. században készült. A szentély két középre néző márványszobra Keresztelő Szent Jánost és Szűz Máriát ábrázolja. A főhajótól árkádokkal elválasztott két mellékhajó szűkebb és rövidebb a főhajónál. A templom több 17. és 18. századi szakrális tárgyat is őriz.

## Híres emberek
Itt a plébánia épületében gyilkolták meg 1947. augusztus 24-én a kommunisták Miroslav Bulešić (1920–1947) horvát papot, akit itt temettek el, de 1958-ban hamvait átvitték szülőfalujának plébániatemplomába Svetvinčenatba. Boldoggá avatása 2013. szeptember 28-án történt Pólában. Emlékére vértanúságának napján minden év augusztus 24-én zarándoklatot tartanak Lanišćére.